# Thelypteris extensa
Thelypteris extensa là một loài dương xỉ trong họ Thelypteridaceae. Loài này được Blume C.V. Morton mô tả khoa học đầu tiên năm 1959.